# Waterstones
Waterstones, anciennement Waterstone's, est une chaîne de librairies britannique fondée en 1982. Elle compte près de 300 boutiques au Royaume-Uni, en Irlande, en Belgique et aux Pays-Bas.